# 小行星2163
小行星2163（2163 Korczak）是一颗围绕太阳公转的小行星。1971年9月16日，克里米亞天文台在克里米亚发现了此天体。
該小行星以波蘭作家雅努什·科扎克命名。
这颗小行星的绝对星等为265.2153124040148等。